# كارل هيسي
هانس كارل هيسي، (30 نوفمبر 1911 - 1 يناير 1978)، رسام كندي ألماني المولد. ابتداءً من سن الرابعة عشرة، درس في أكاديميات الفنون في درسدن وباريس. جاء إلى كندا ليحارب في الحرب العالمية الثانية. بعد حلول السلام، انتقلَ هيسي إلى كولومبيا البريطانية، واستقر في النهاية في بلدة لانغلي، حيث بدأ ينتشر الفن مرة أخرى في الخمسينيات. سرعان ما أصبح تأثير حركة التعبيرية كبيرًا، حيث اعتمد هيسي على كل من الحركات الأوروبية والأمريكية، ورسم المناظر الطبيعية طوال حياته الفنية، بالإضافة إلى مناظر المدينة، والحرب الأهلية الإسبانية، ومفاهيم المستقبل البعيد. يتكون جزء كبير من إنتاجه من أعمال مجردة. غالبًا ما كان يصنع ألوانه الخاصة، تميز أسلوبه باستخدامه الألوان، وخاصة الأسود. كان هيسي بطل فيلم وثائقي لعام 2017 ومعرض فني في جامعة فيكتوريا.

## النشأة
وُلد هيسي باسم هانس كارل هيسه في دريسدن، ألمانيا، في 30 نوفمبر 1911. بدأ ممارسة الرسم في سن الرابعة عشرة، وتلقى تعليمًا فنيًا مكثفًا في أكاديميات دريسدن وباريس. نتيجة لتبنيه موقفًا واضحًا ضد النازية، غادر هيسي ألمانيا للسفر حول العالم كملاح تجاري لسنوات عديدة. عندما وصلت سفينته لتحميل الأخشاب إلى كولومبيا البريطانية في ميناء ألبيرني، أُعجب بالمناخ، وأراد توثيق جمال الجغرافيا والبحر والصخور في تلك المنطقة. حارب هيسي في الحرب الأهلية الإسبانية لفترة قصيرة. ثم شق طريقه إلى كندا في عام 1938، خدم في نهاية المطاف في الحرب العالمية الثانية مع الجيش الكندي الملكي.

## كولومبيا البريطانية
كان أول منزل لِهيسي في كولومبيا البريطانية بعد الحرب العالمية الثانية في جزيرة باساج. في عام 1950، انتقلَ هيسي إلى لانغلي، وهي بلدة في وادي فريزر. وسرعان ما التقى ليونارد إيه وودز المقيم في لانغلي، وهو طالب ونحات متعدد المواهب، وموسيقي، وشاعر، ومؤرخ فنيّ. خلال اجتماعهم الأول، كان وودز يعيد افتتاح قسم النحت في مدرسة فانكوفر للفنون. في ذكرى لاحقة، وصف وودز هيسي بأنه في حالة حرجة للغاية، عقليًا وجسديًا. أصبح الاثنان صديقين مدى الحياة، شجّع هيسي صديقه وودز للدخول ضمن دائرة فنية ضمت الرسام بيتر إيوارت، جنبًا إلى جنب مع جون ماك تاغارت، مدرس الفنون في مدرسة لانغلي الثانوية.
في لانغلي، افتتح هيسي متجر لافتات، في وقتٍ كانت فيه اللافتات لا تزال تُصنع يدويًا. عاش هيسي في استديو صغير يتكون أثاثه من سرير وطاولة وكراسي. حسب وودز، كانت اللوحات متواجدة في كل مكان. في عطلات نهاية الأسبوع، غالبًا ما أغلق متجره للسفر إلى فريزر كانيون وداخل كولومبيا البريطانية، حيث كان يبحث عن الذهب. كان إنتاجه الفني في البداية يعكس تدريبه الأوروبي. وإدراكًا منه للتجاربِ الفنية التي تجري في نيويورك وكاليفورنيا، بدأ في إنتاج العديد من الأعمال شبه التجريدية، جنبًا إلى جنب مع المناظر الطبيعية المستوحاة من الحياة البرية في كولومبيا البريطانية. كعضو في اتحاد الفنانين الكنديين، شارك في معارض جماعية وعرض في المعارض الفنية المحلية، كما كان لديه عروض فردية في كولومبيا البريطانية وأماكن أخرى. توفي هيسي بنوبة قلبية في 1 يناير من عام 1978 أثناء حضوره احتفال رأس السنة الجديدة. دُفن في مقبرة لانغلي لاون.

## الحياة الشخصية
علّم هيسي نفسه رياضة الجمباز. وحتى في الستينيات من عمره، كان يحب ممارسة الرياضة عن طريق الوقوف على يديه وأداء الغوص. يعتقد هيسي أن الموسيقى التي درسها في شبابه كانت من أرقى أشكال الفن، وكان يعزف على البيانو جيدًا. في نادي الفيلق الكندي، غالبًا ما كان يعزف الموسيقى أثناء العشاء، وكان يحب الاستماع إلى الأوبرا أثناء الرسم. وكان لديه معرفة ممتازة بالعلوم والأساطير والفلسفة القديمة، وكان بإمكانه الاقتباس من الأدب الكلاسيكي عن ظهر قلب.

## الأسلوب
تميّزت لوحاته المبكرة من أواخر الخمسينيات من القرن الماضي بأسلوب الواقعية الرومانسية، إذ وصفها أحد النقاد بأنها (جميلة ولكنها ليست عاطفية). من خلفية تعليمه في دريسدن، احتفظ بالصفات الجمالية للرسامين التعبيريين الألمان إميل نولد وماكس بيكمان وفرانز مارك. وقد قدّر الفنون الأولى، وأُعجب بالفنان مونغو مارتن وبيل ريد. لطالما كان هدف هيسي في الرسم هو خلق تجربة جديدة ومبتكرة، وعادةً ما عكست لوحاته الدراما وكثافة المشاعر. استخدم الألوان بشكل مميز لتعزيز المحتوى الموضوعي. افتقرت بعض أعماله إلى النقاط المرجعية، وتناسبت مع تاريخ التعبيرية التجريدية.

## الموضوعات
تشير لوحات هيسي إلى مجموعة واسعة من المواد المعاصرة والتاريخية، بدءًا من المدينة الحديثة، إلى المشاهد المستوحاة من الأساطير والكتب المقدسة، وأهوال الحرب، والرؤى المستقبلية، ومكانة البشرية في الطبيعة. لقد أحب دائمًا أن تحكي لوحاته قصة ما، لكنه فضّل ترك تفسيرها للمتلقي. عندما سُئل مرة إن كانت لوحاته رمزية، أجاب: بالطبع هي كذلك.
غالبًا ما تحتوي المناظر الطبيعية التي يرسمها على علامات أو بقايا مساكن بشرية: مخيمات، قطع أشجار المنسية، أكواخ، مساكن مهجورة. تظهر العديد من اللوحات حبه للطبيعة، بتصميمها الانسيابي للأشجار والمنحدرات. في عام 1967، أنشأ لوحة جدارية تصوّر شلالًا يتدفق من بحيرة جبلية، في كنيسة لانغلي الإنجيلية الحرة. كانت لوحاته الأخيرة، استراحة النهار الهادئة، التي اكتملت في عام 1977، غير نمطية ومختلفة عن لوحاته التي رسمها في عقده الأخير، مع استخدامها للتناغم الناعم والخطوط المستديرة.
استخدم هيسي أحيانًا التلميحات الدينية كاستعارات توضح الظروف التي تهدد المجتمع الحديث. سجل عدد قليل من لوحاته تجاربه في الحرب الأهلية الإسبانية، والتي شوهدت في لا باسيوناريا (دولوريس إيباروري) على نهر غراما. تستند مشاهد الحرب الأخرى إلى نبوءات الكتاب المقدس أو التاريخ الكلاسيكي.